# Until the End of Time (албум Тупака Шакура)
Until the End of Time је постхумни дупли албум покојног репера Тупак Шакура, објављен 27. марта 2001. Албум је у ствари компилација необјављеног материјала и ремиксованих песама. Овај албум је дуго ишчекиван, и када је коначно изашао постао је најбоље продавани хип хоп албум у 2001. Постао је 4 пута платинаст.
Већина најбољих песама налази се на првом диску. Сингл Until the End of Time садржи узорак песме Broken Wings (Сломљена крила) из 1980. познате групе Mr. Mister. Видео спот за ову песму је углавном компилација Тупакових необјављених снимака. Извршни продуценти албума су били Шуг Најт и Афени Шакур, док је већину песама продуцирао дугогодишњи Тупаков продуцент и пријатељ Johnny "J". 
Синглови са овог албума су: Until the End of Time и Letter 2 My Unborn.

## Списак песама
Диск 1
Диск 2